# Manalapan (Floryda)
Manalapan – miasto w Stanach Zjednoczonych, w stanie Floryda, w hrabstwie Palm Beach.